# Xian de Ji (Tianjin)
Pour les articles homonymes, voir Ji.
Le district de Ji (蓟县 ; pinyin : Jì Xiàn) est une subdivision de la municipalité de Tianjin en Chine.

## Démographie
La population du district était de 799 476 habitants en 1999.